# Grand-Vabre
Grand-Vabre är en kommun i departementet Aveyron i regionen Occitanien i södra Frankrike. Kommunen ligger  i kantonen Conques som ligger i arrondissementet Rodez. År 2018 hade Grand-Vabre 381 invånare.

## Befolkningsutveckling
Antalet invånare i kommunen Grand-Vabre
Referens: INSEE